# Haplopappus bezanillanus
Haplopappus bezanillanus là một loài thực vật có hoa trong họ Cúc. Loài này được (J.Rémy) Reiche mô tả khoa học đầu tiên năm 1901.